# Sphaerodactylus inigoi
Sphaerodactylus inigoi — вид геконоподібних ящірок родини Sphaerodactylidae. Ендемік Пуерто-Рико. Раніше вважався конспецифічним з Sphaerodactylus macrolepis, однак за результатами дослідження 2019 року був визнаний окремим видом. 

## Поширення і екологія
Sphaerodactylus inigoi мешкають на острові В'єкес та на заході острова Кулебра. Вони живуть у вологих тропічних лісах серед опалого листя, в прибережних кокколобових заростях, в кокосових гаях і мангрових заростях, трапляються на плантаціях та поблизу людських поселень.